# Kumiko Takeda
Kumiko Takeda (jap. 武田久美子 Takeda Kumiko; ur. 12 sierpnia 1968) – japońska aktorka oraz modelka. Obecnie mieszka z córką w San Diego.

## Filmografia

### Seriale
- Ouroboros ~ Kono ai koso, seigi (TBS 2015)
- Chuo Ryusa (TBS 2009)
- Tengoku ni Ichiban Chikai Otoko (TBS 1999)
- Taiyo ni Hoero! (NHK 1986, odc. 704)
- Hiatari Ryoko! (NTV 1982)

### Filmy
- Big show! Hawaii ni utaeba (1999)
- Ghost School: Teacher Mako's Head (1997)
- Close Your Eyes and Hold Me (1996)
- Zero Woman III: Keishichō 0-ka no onna (1996)
- Gurenbana (1993)
- 24 Hour Playboy (1989)
- Idol o sagase (1987)
- A Promise (1986)
- Tropical Mystery: seishun kyowakoku (1984)
- High Teen Boogie (1982)
- Shuffle (1981)